# 옥천 청산향교
옥천 청산향교(沃川 靑山鄕校)는 대한민국 충청북도 옥천군 청산면에 있는 향교이다. 1981년 12월 26일 충청북도의 유형문화재 제98호 청산향교(靑山鄕校)로 지정되었으나, 2013년 1월 18일 현재의 문화재 명칭으로 변경되었다.

## 개요
향교는 훌륭한 유학자를 제사하고 지방민의 유학교육과 교화를 위하여 나라에서 지은 교육기관이다.
조선 태조(재위 1392∼1398) 때 지은 후 효종(재위 1649∼1659) 때 지금의 위치로 옮겨지었고 1966년에 수리하였다.
지금 남아있는 건물은 중국과 우리나라 유학자의 위패를 모시고 있는 사당인 대성전과 학생들이 모여서 공부하는 강당인 명륜당이다.
조선시대에는 나라로부터 토지와 책·토비를 지급받아 운영하였으나 갑오개혁(1894) 이후 교육적 기능은 없어지고 지금은 제사의 기능만 남아있다. 소장되었던 책은 모두 흩어지고 잃어버려 거의 없는 상태이다.

## 참고 자료
- 옥천 청산향교 - 국가유산청 국가유산포털